# Wikimapia
WikiMapia je internetni vir zemljevidov in satelitskih slik, ki kombinira Google Maps s sistemom wiki in omogoča uporabnikom, da dodajajo informacije v obliki poimenske oznake katerekoli lokacije na Zemlji.
Avtorja projekta WikiMapia sta Aleksander Koriakin in Jevgenij Saveljev. Internetni strežnik je z delovanjem pričel 24. maja 2006, namen projekta pa je »opisati cel planet Zemlja«. WikiMapia ni povezana s fundacijo Wikipedia, vendar pa spletna stran navaja da je Wikipedija avtorjema dala navdih za ta projekt. 
WikiMapia dovoljuje sodelavcem, da dodajajo ime katerikoli lokaciji na Zemlji s tem, da jo označijo s pravokotnikom (z maksimalno dolžino katerekoli stranice 20 km), ki s pomočjo wiki-povezave ponuja informacijo o tej lokaciji. Oznaka je lahko v zapisana kateremkoli izmed 60-ih jezikov, ki jih program trenutno podpira, spreminja pa jo lahko katerikoli urejevalec, kot na Wikipediji. Povezava je aktivirana s klikom na kvadratno polje, ki označuje arhitekturno ali naravno znamenitost. 